# Burnout: Championship Drag Racing
Burnout: Championship Drag Racing es un videojuego desarrollado y publicado por Bethesda Softworks para DOS, lanzado el 25 de marzo de 1998.

## Jugabilidad
Burnout es una simulación de carreras dedicada al mundo de las carreras de resistencia. Ajusta su automóvil con la esperanza de poder enviarlo a velocidades increíblemente altas en pistas cortas y lineales. Y esto es lo que hace que la mayor parte del juego, una variedad vertiginosa de opciones de personalización están disponibles para que construyas el hot-rod perfecto, esencialmente haciéndolo una simulación de "mono de grasa".
Las características adicionales incluyen carreras de soporte (donde selecciona un tiempo estimado en función de sus carreras de práctica e intenta enfrentarlo contra otros autos), carrera rápida y una temporada completa contra 64 autos controlados por computadora. También está disponible la carrera multijugador a través de módem, LAN o internet.
El motor de gráficos es una versión mejorada del motor X-Car, y admite la aceleración 3D con todo tipo de efectos ingeniosos como humo, chispas, distorsión de neumáticos, etc.

## Recepción
Next Generation revisó la versión para PC del juego, calificándola con cuatro estrellas de cinco, y declaró que "Los 40 segundos que pasan tirando hacia la línea de meta valen los cinco o 10 minutos dedicados a configurar el automóvil. Los derechos de fanfarronear son suficientes". Stephen Poole de GameSpot dijo que "Burnout tiene una sensación tan refrescante e intensas explosiones de acción de nudillos blancos que realmente vale la pena aguantar por un tiempo".